# Емерсон Лейте ді Соуза Жуніор
Емерсон Лейте ді Соуза Жуніор (порт. Emerson Aparecido Leite de Souza Junior відоміший, як Емерсон порт. Emerson; народився 14 січня 1999 року в Сан-Паулу, Бразилія) — бразильський футболіст, захисник клубу «Мілан» і збірної Бразилії.

## Клубна кар'єра
Емерсон — вихованець клубу «Понте-Прета». 22 лютого 2017 року в матчі Ліги Пауліста проти «Ліненсе» він дебютував в основному складі. 5 листопада в поєдинку проти «Байї» Емерсон дебютував у бразильській Серії А. 3 квітня 2018 року в поєдинку Ліги Пауліста проти «Мірасола» Емерсон забив свій перший гол за «Понте-Прету».
У квітні 2018 року Емерсон перейшов до «Атлетіку Мінейру». 19 травня в матчі проти «Крузейро» він дебютував за новий клуб. 30 вересня в поєдинку проти «Спорт Ресіфі» Емерсон забив свій перший гол за «Атлетіку Мінейру».
В останній день серпневого трансферного вікна 2021 року «Тоттенгем» оголосив, що придбав Емерсона у «Барселони». Згідно репортажам, «Тоттенгем» заплатив 25,8 мільйона фунтів стерлінгів за контракт на п'ять років з гравцем. Його дебют у Прем'єр-лізі відбувся на виїзді проти «Крістал Пелес», якому «Тоттенгем» програв з рахунком 3–0. Він забив свій перший гол за «Тоттенгем» вдома проти «Ньюкасл Юнайтед» в матчі, який закінчився з рахунком 5–1.
12 серпня 2024 року перейшов у «Мілан», підписавши контракт на чотири роки.

## Міжнародна кар'єра
2019 року в складі молодіжної збірної Бразилії Емерсон взяв участь у чемпіонаті Південної Америки в Чилі. На турнірі він зіграв у матчах проти команд Болівії, Уругваю, Еквадору, Аргентини, а також двічі Венесуели і Колумбії. 

## Статистика виступів

### За клуб
Станом на 10 жовтня 2020
| Клуб               | Сезон              | Ліга               | Ліга | Ліга | Ліга штату | Ліга штату | Кубок | Кубок | Європа | Європа | Інші | Інші | Загалом | Загалом |
| Клуб               | Сезон              | Дивізіон           | Ігри | Голи | Ігри       | Голи       | Ігри  | Голи  | Ігри   | Голи   | Ігри | Голи | Ігри    | Голи    |
| ------------------ | ------------------ | ------------------ | ---- | ---- | ---------- | ---------- | ----- | ----- | ------ | ------ | ---- | ---- | ------- | ------- |
| Понте-Прета        | 2016               | Серія A            | 0    | 0    | 0          | 0          | 0     | 0     | —      | —      | 0    | 0    | 0       | 0       |
| Понте-Прета        | 2017               | Серія A            | 3    | 0    | 2          | 0          | 1     | 0     | 0      | 0      | 0    | 0    | 6       | 0       |
| Понте-Прета        | 2018               | Серія Б            | 0    | 0    | 14         | 1          | 5     | 0     | —      | —      | 0    | 0    | 19      | 1       |
| Понте-Прета        | Загалом            | Загалом            | 3    | 0    | 16         | 1          | 6     | 0     | 0      | 0      | 0    | 0    | 25      | 1       |
| Atlético Mineiro   | 2018               | Серія A            | 23   | 1    | —          | —          | —     | —     | —      | —      | —    | —    | 23      | 1       |
| Бетіс (оренда)     | 2018–19            | Ла-Ліга            | 6    | 0    | —          | —          | 0     | 0     | 1      | 0      | —    | —    | 7       | 0       |
| Бетіс (оренда)     | 2019–20            | Ла-Ліга            | 33   | 3    | —          | —          | 1     | 0     | —      | —      | —    | —    | 34      | 3       |
| Бетіс (оренда)     | 2020–21            | Ла-Ліга            | 4    | 0    | —          | —          | 0     | 0     | —      | —      | —    | —    | 4       | 0       |
| Бетіс (оренда)     | Загалом            | Загалом            | 43   | 3    | —          | —          | 1     | 0     | 2      | 0      | —    | —    | 45      | 3       |
| Загалом за кар'єру | Загалом за кар'єру | Загалом за кар'єру | 66   | 4    | 16         | 1          | 7     | 0     | 1      | 0      | 0    | 0    | 93      | 4       |

Notes
1. 1 2  Ігри в Ліга Пауліста
2. 1 2  Ігри в Кубок Бразилії з футболу
3. ↑  Ігри в Ліга Європи УЄФА

### Статистика виступів за збірну
| Дата       | Місто    | Господарі | Результат | Гості          | Турнір           | Голи | Примітки |
| ---------- | -------- | --------- | --------- | -------------- | ---------------- | ---- | -------- |
| 19-11-2019 | Абу-Дабі | Бразилія  | 3 – 0     | Південна Корея | товариський матч | -    | 88'      |
| Усього     |          | Матчів    | 1         |                | Голів            | 0    |          |

| Дата       | Місто    | Господарі | Результат | Гості     | Турнір                                           | Голи | Примітки |
| ---------- | -------- | --------- | --------- | --------- | ------------------------------------------------ | ---- | -------- |
| 22-3-2018  | Манаус   | Мексика   | 1 – 1     | Бразилія  | Товариський матч                                 | -    |          |
| 26-3-2018  | Манаус   | Мексика   | 0 – 0     | Бразилія  | Товариський матч                                 | -    |          |
| 13-10-2018 | Ранкагуа | Чилі      | 1 – 1     | Бразилія  | Товариський матч                                 | -    |          |
| 19-1-2019  | Ранкагуа | Колумбія  | 0 – 0     | Бразилія  | Чемпіонат Південної Америки U-20 2019 - 1-й етап | -    |          |
| 21-1-2019  | Ранкагуа | Бразилія  | 2 – 1     | Венесуела | Чемпіонат Південної Америки U-20 2019 - 1-й етап | -    |          |
| 25-1-2019  | Ранкагуа | Бразилія  | 1 – 0     | Болівія   | Чемпіонат Південної Америки U-20 2019 - 1-й етап | -    |          |
| 29-1-2019  | Ранкагуа | Бразилія  | 0 – 0     | Колумбія  | Чемпіонат Південної Америки U-20 2019 - 2-й етап | -    | 90'      |
| 1-2-2019   | Ранкагуа | Венесуела | 2 – 0     | Бразилія  | Чемпіонат Південної Америки U-20 2019 - 2-й етап | -    |          |
| 4-2-2019   | Ранкагуа | Бразилія  | 2 – 3     | Уругвай   | Чемпіонат Південної Америки U-20 2019 - 2-й етап | -    |          |
| 7-2-2019   | Ранкагуа | Еквадор   | 0 – 0     | Бразилія  | Чемпіонат Південної Америки U-20 2019 - 2-й етап | -    |          |
| 11-2-2019  | Ранкагуа | Бразилія  | 1 – 0     | Аргентина | Чемпіонат Південної Америки U-20 2019 - 2-й етап | -    |          |
| Усього     |          | Матчів    | 11        |           | Голів                                            | 0    |          |

## Титули і досягнення
- Володар Суперкубка Італії (1):

«Мілан»: 2024
- Срібний призер Кубка Америки: 2021